# (6402) Holstein
(6402) Holstein (1991 GQ10) – planetoida z pasa głównego asteroid okrążająca Słońce w ciągu 4,55 lat w średniej odległości 2,74 j.a. Odkryta 9 kwietnia 1991 roku.